# ウグレゴルスク (サハリン州)
座標: 北緯49度05分00秒 東経142度02分00秒 / 北緯49.0833度 東経142.0333度

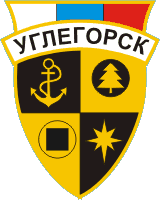
ウグレゴルスク市の紋章

ウグレゴルスク（露： Углего́рск）は、サハリンの西海岸に面する港町。ロシア連邦サハリン州に属する。ウグレゴルスクとは「炭鉱の町」という意味のロシア語に由来する。日本統治時代（1905年 - 1945年）の恵須取町（えすとるちょう）にあたる。天気図用紙には、現在も「エストル」の名で記載されている。敷香の地点名は、近年にロシア名の「ポロナイスク」と変更されたが、ポロナイスクの代替地点であるウゴレゴルスクは「エストル」と放送されていた。
日本統治時代の詳細については、「恵須取町」の項目を参照のこと。

## 概要
ウグレゴルスクは、サハリンの西海岸にある港町。ユジノサハリンスクから北北西へ359キロメートル、北緯49.0833度、東経142.0333度に位置している。町の人口は9,597人である（2014年人口調査）。
1905年、日本統治下に「恵須取」として誕生した。1945年にソ連が占領、翌1946年に町となった。